# Björn Anlert

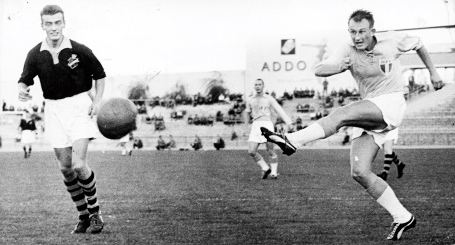
Anlert (l.) im AIK-Jersey gegen Ingvar Svahn von Malmö FF

Björn Anlert (* 9. Mai 1934 in Södermalm; † 1. September 2018) war ein schwedischer Fußballnationalspieler.

## Werdegang
Anlert spielte ab 1947 für AIK Solna. Zunächst noch in den Jugendmannschaften des Vereins aktiv, debütierte er am 22. August 1954 für den Klub beim 1:1-Unentschieden bei Helsingborgs IF in der Allsvenskan. Nach 96 Erstligapartien, in denen ihm drei Tore gelangen, wechselte er 1961 zu IFK Stockholm. Nach zwei Jahren in der zweiten Liga kehrte er zur Spielzeit 1963 wieder zu AIK zurück. Bis 1966 lief er für den Klub in der ersten Liga auf und bestritt 55 weitere Erstligapartien und schoss noch einmal drei Tore. Ab 1967 ließ er seine Karriere als Spielertrainer beim Fünftligisten Ekerö IK ausklingen, mit dem er 1971 in die vierte Liga aufstieg. 1973 hängte er seine Fußballstiefel an den Haken.
Anlert kam am 27. Oktober 1963 zu seinem einzigen Einsatz in der schwedischen Nationalmannschaft. Vor 25.109 Zuschauern trennte man sich im Nya Ullevi in Göteborg im Rahmen der Qualifikation zu den Olympischen Spielen 1964 2:2-Unentschieden von der ungarischen Landesauswahl.

## Sonstiges
Anlerts Zwillingsbruder Bengt spielte zwischen 1954 und 1961 ebenso für AIK in der Allsvenskan. 1955 bestritt er auch ein Länderspiel für Schweden. Die beiden Brüder verstarben 2018 innerhalb weniger Wochen: nachdem Björn im September einer Krebserkrankung erlegen war, starb Bengt am 9. Oktober ebenfalls an Krebs.